# Jacob Taubes
Jacob Taubes (n. 25 februarie 1923, Viena, Republica Austriacă – d. 21 martie 1987, Berlin, RDG) a fost un filosof, istoric al religiilor, rabin. S-a născut la Viena, a studiat în Elveția, la Zürich și Basel, iar apoi a lucrat în cadrul Seminarului Teologic Evreiesc din New York, la Universitatea din Ierusalim și la Universitatea Harvard. În Statele Unite ale Americii a predat la universitățile Princeton și Columbia. Din 1966 a ținut cursuri și seminarii la Freie Universität din Berlin și la Maison des Sciences de l’Homme din Paris. În mare parte, opera sa a fost publicată postum.  

## Scrieri (listă incompletă)
- Abendländische Eschatologie [Escatologia occidentală] (1947);
- Ad Carl Schmitt. Gegenstrebige Fügung [Lui Carl Schmitt. Potrivire împotriva firii] (1987);
- Die Politische Theologie des Paulus [Teologia politică a lui Pavel] (1993);
- Vom Kult zur Kultur. Gesammelte Aufsätze zur Religions- und Geistesgeschichte [De la cult la cultură. Eseuri de istorie și filosofie a religiei] (1996);
- Der Preis des Messianismus. Briefe von Jacob Taubes an Gershom Scholem und andere Materialen [Prețul mesianismului. Scrisori către Gershom Scholem și alte materiale] (2006).

Taubes a editat trei lucrări tematice intitulate Religionstheorie und Politische Theologie [Teoria religiei și teologie politică] (1983-1987).

## Ediții în limba română
- Teologia politică a lui Pavel, trad. de Maria Magdalena Anghelescu, Editura Tact, Cluj-Napoca, 2011.
- Teologia după revoluția copernicană, trad. de Andrei State și George State, ed. îngrijită și prefață de Claudiu Vereș. Editura Tact, Cluj-Napoca, 2009.
- Escatologia occidentală, trad. de Maria Magdalena Anghelescu, Editura Tact, Cluj-Napoca, 2008.